# Proces prawników

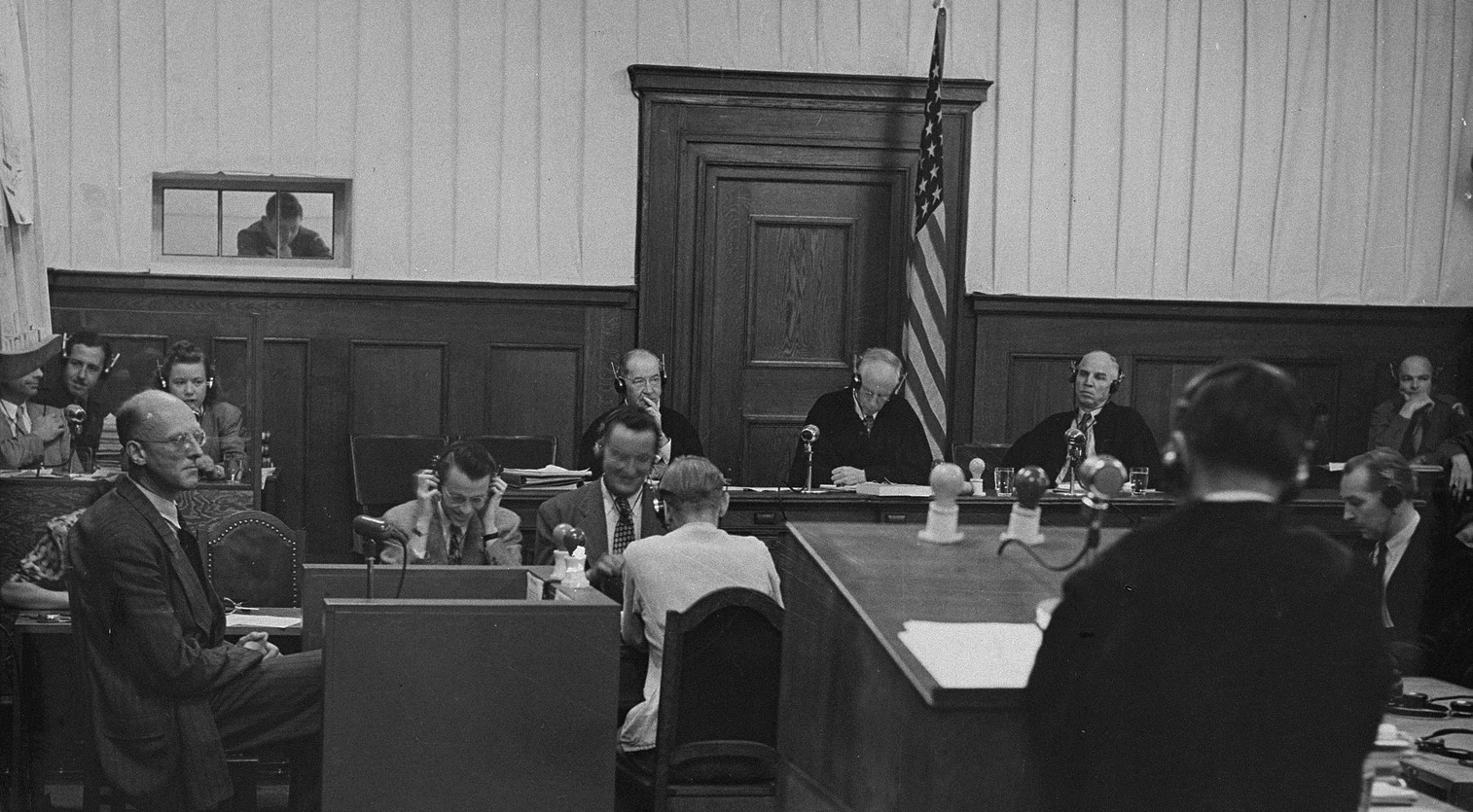
Świadek zeznający w procesie prawników

Proces prawników (oficj. proces USA vs. Josef Altstötter i inni) – trzeci z 12 procesów norymberskich, które odbyły się przed amerykańskimi trybunałami wojskowymi po zakończeniu procesu głównych zbrodniarzy wojennych przed Międzynarodowym Trybunałem Wojskowym w Norymberdze. Na ławie oskarżonych zasiedli członkowie nazistowskiego wymiaru sprawiedliwości i niemieccy prawnicy, którzy współpracowali z władzami III Rzeszy. Proces przeprowadzono w dniach od 5 marca do 4 grudnia 1947.

## Sędziowie
Skład sędziowski złożony był z czterech amerykańskich sędziów:
- Carrington T. Marshall(inne języki), wcześniej sędzia Sądu Najwyższego w stanie Ohio, jako przewodniczący
- James T. Brand(inne języki), sędzia Sądu Najwyższego w stanie Ohio, jako sędzia
- Mallory B. Blair(inne języki), sędzia w sądzie apelacyjnym w Teksasie, jako sędzia
- Justin W. Harding(inne języki), wcześniej sędzia w terytorium Alaski i pomocniczy prokurator generalny w stanie Ohio, jako sędzia zastępujący.

Po tym jak Marshall wystąpił ze składu sędziowskiego, Brand został przewodniczącym składu zaś Harding z zastępcy stał się pełnoprawnym sędzią.

## Oskarżeni
Oskarżonych zostało 16 niemieckich prawników, z czego 9 pracowało w nazistowskim Ministerstwie Sprawiedliwości (pozostali pełnili funkcje w tzw. Sądach Specjalnych i w Trybunałach Ludowych). Głównym zarzutem było przygotowanie i sankcjonowanie nazistowskiego programu „czystości rasowej”, przez wprowadzenie rasistowskiego ustawodawstwa i udział w prześladowaniu „ras niższych”. Członkowie Sądów Specjalnych i Trybunałów Ludowych odpowiadali za niesprawiedliwe i przesadnie surowe traktowanie obywateli państw alianckich, którzy z pogwałceniem prawa zostali przez te organy osądzeni. Oskarżeni także niejednokrotnie sankcjonowali zbrodnie popełniane przez innych. Ze względu na wcześniejszą śmierć nie oskarżono m.in.: Otto Thieracka (nazistowskiego ministra sprawiedliwości w latach 1942–1945, odpowiedzialnego w dużej mierze za kierowanie więźniów do obozów koncentracyjnych i częstego wizytatora tych obozów), Rolanda Freislera (fanatycznego nazisty, przewodniczącego Trybunału Ludowego od 1942, który sądził m.in. uczestników zamachu z 20 lipca 1944 i wydawał niezwykle surowe wyroki) oraz Erwina Bumke (przewodniczącego Sądu Najwyższego Rzeszy Niemieckiej). Thierack i Bumke popełnili samobójstwo, a Freisler zginął 3 lutego w 1945 w trakcie nalotu bombowców alianckich.

## Zarzuty i wyrok
Zarzuty aktu oskarżenia obejmowały zbrodnie wojenne i przeciw ludzkości oraz przynależność do organizacji przestępczych: SS (co dotyczyło Altstöttera, Cuhorsta, Engerta i Joela) i korpusu kierowniczego NSDAP (co dotyczyło Cuhorsta, Oeschy’ego, Nebelunga i Rothauga). 10 oskarżonych uznano za winnych stawianych im zarzutów, z wyjątkiem Oswalda Rothauga, który skazany został jedynie za zbrodnie przeciw ludzkości (Rothaug skazany został mimo to na dożywotnie pozbawienie wolności, gdyż trybunał uznał oskarżonego za człowieka okrutnego i sadystycznego, nie znajdując dla niego żadnych okoliczności łagodzących). 5 oskarżonych uniewinniono, Karl Engert został wycofany z procesu z powodów zdrowotnych, a Karl Westphal popełnił samobójstwo przed jego rozpoczęciem. Opinia publiczna uznała wyrok za zbyt łagodny. Skazanym, którzy nie należeli do organizacji przestępczych, na poczet kary zaliczono okres uwięzienia sprzed i w trakcie procesu. Większość skazanych zwolniono na początku lat 50. XX w., a niektórzy otrzymali nawet od władz RFN emerytury (Franz Schlegelberger, Ernst Lautz i Curt Rothenberger).
Sentencja wyroku Amerykańskiego Trybunału Wojskowego w procesie prawników:
1. Oswald Rothaug(inne języki) – dożywotnie pozbawienie wolności
2. Herbert Klemm(inne języki) – dożywotnie pozbawienie wolności
3. Rudolf Oeschey(inne języki) – dożywotnie pozbawienie wolności
4. Franz Schlegelberger – dożywotnie pozbawienie wolności
5. Wilhelm von Ammon(inne języki) – 10 lat pozbawienia wolności
6. Günther Joel(inne języki) – 10 lat pozbawienia wolności
7. Ernst Lautz(inne języki) – 10 lat pozbawienia wolności
8. Wolfgang Mettgenberg(inne języki) – 10 lat pozbawienia wolności
9. Curt Rothenberger(inne języki) – 7 lat pozbawienia wolności
10. Josef Altstötter – 5 lat pozbawienia wolności
11. Paul Barnickel(inne języki) – uniewinniony
12. Hermann Cuhorst(inne języki) – uniewinniony
13. Günther Nebelung(inne języki) – uniewinniony
14. Hans Petersen – uniewinniony
15. Karl Engert(inne języki) – wycofany z procesu z powodu choroby.

Karl Westphal popełnił samobójstwo przed rozpoczęciem procesu.

## Filmografia
Proces prawników stał się kanwą dla amerykańskiego filmu z 1961 pt. Wyrok w Norymberdze w reżyserii Stanleya Kramera.